# José Luis González (Leichtathlet)
José Luis González (José Luis González Sánchez; * 8. Dezember 1957 in Villaluenga de la Sagra, Provinz Toledo) ist ein ehemaliger spanischer Mittel- und Langstreckenläufer.

## Leben
Seine stärkste Disziplin war der 1500-Meter-Lauf. Über diese Distanz feierte er bei den Weltmeisterschaften 1987 in Rom den größten Erfolg seiner Karriere, als er hinter Abdi Bile und vor Jim Spivey die Silbermedaille gewann. Dreimal nahm er an Olympischen Spielen teil: 1980 in Moskau erreichte er das Halbfinale, 1984 in Los Angeles und 1992 in Barcelona schied er im Vorlauf aus. Bei den Europameisterschaften 1990 in Split wurde er Sechster, bei den Weltmeisterschaften 1991 in Tokio kam er ins Halbfinale. Außerdem wurde González über 1500 Meter dreimal Halleneuropameister, einmal Hallenvizeweltmeister und viermal spanischer Meister.
Im 3000-Meter-Lauf wurde González 1987 in Liévin und 1988 in Budapest Halleneuropameister und 1989 in Budapest Hallenvizeweltmeister. Er wurde einmal spanischer Meister im 5000-Meter-Lauf und zweimal im Crosslauf auf der Langstrecke. 1983 und 1987 gewann er die San Silvestre Vallecana.
José Luis González ist 1,80 m groß und wog in seiner aktiven Zeit 63 kg.

## Persönliche Bestzeiten
- 800 m: 1:46,6 min, 8. September 1983, Madrid
- 1500 m: 3:30,92 min, 16. Juli 1985, Nizza
  - Halle: 3:36,03 min, 1. März 1986, Oviedo
- 1 Meile: 3:47,79 min, 27. Juli 1985, Oslo
  - Halle: 3:55,00 min, 13. Februar 1988, East Rutherford
- 2000 m: 5:02,25 min, 4. Juni 1985, Madrid
- 3000 m: 7:42,93 min, 28. Mai 1987, Sevilla
  - Halle: 7:47,38 min, 3. Februar 1989, New York City
- 5000 m: 13:12,34 min, 4. Juli 1987, Oslo
  - Halle: 13:39,45 min, 10. Februar 1990, Donostia-San Sebastián